# Gunnar Johansson (fotbollsspelare)
Gunnar Johansson, född 29 februari 1924 i Hjärtums församling, död 14 februari 2003 i Aix-en-Provence, var en svensk fotbollsspelare (centerhalvback). Han spelade i Gais säsongen 1949/50, blev bronsmedaljör vid VM i Brasilien 1950 och var sedan proffs i Olympique Marseille 1950–1958. Han torde ha gjort en av de snabbaste karriärerna i svensk fotboll, då han vid 25 års ålder inom loppet av ett år gick från division V-spel i Inlands IF via Allsvenskan med Gais, landslagsspel och VM-brons till proffsspel i Frankrike.

## Biografi
Johansson föddes i Hjärtums församling i Bohuslän, strax norr om Lilla Edet, som son till lantbrukaren Karl Torvald Emanuel Johansson (född 1880) och dennes hustru Ester Maria (född 1886). Han började spela fotboll i den lokala klubben Inlands IF. Som barn drömde han om att bli målvakt, då hans stora idol var Hammarbys och svenska landslagets Sven Bergqvist, men han fann att han inte passade till att vara målvakt och fortsatte sin bana som anfallare. Tillsammans med sina fyra bröder utgjorde Johansson i många år hela anfallskedjan i Inlands IF i division V. Han var även en god löpare som hade distriktsrekord på 800 meter med tiden 1.59 minuter. Under sin tid i Inlands IF uppvaktades han bland annat av IFK Göteborg, men han tackade nej eftersom hans far hade gått bort och han kände ansvar för familjen. Dessutom var det långt att åka till Göteborg.
Vid 25 års ålder var Johansson sommaren 1949 till sist redo att ta nästa steg i karriären. Han var på väg att flytta till IFK Uddevalla då allsvenska Gais fick ett tips om honom och värvade honom – enligt Gais mångårige lagledare Abben Olsson samma dag som han skulle ha gått till Uddevalla. Efter att ha gjort en halvdan allsvensk debut på högerbacksplatsen blev han sedan ordinarie som centerhalv i Gais, och imponerade under säsongen 1949/1950 i det Gais som slutade femma i Allsvenskan. Han bodde under tiden i Gais kvar i Lilla Edet; efter matcherna tog han bussen till hemorten, var hemma klockan 01 och klev upp för att arbeta på Inlands mekaniska verkstad klockan 06.
Efter framgången med Gais togs Johansson ut i det presslag som i maj 1950 slog det svenska landslaget med 3–1. Han gjorde en fin insats i matchen, vilket fick till följd att han togs ut i landslagstruppen till VM i Brasilien utan att tidigare ha spelat en enda landskamp. I VM började Johansson på bänken, men ersatte sedan Knut Nordahl i matcherna mot Uruguay (2–3) och Spanien (3–1), vilka gav Sverige och Johansson en bronsmedalj. Vid sin sida i VM hade han ytterhalvorna Sune Andersson (AIK) och Ingvar Gärd (Malmö FF); han berömde särskilt Andersson som "en sann njutning att spela tillsammans med".
Efter VM-turneringen lämnade Johansson Sverige för spel i den franska klubben Olympique Marseille. Kontakten med fransmännen förmedlades av Gaistränaren Willy Wolf, som övertygade Marseille om att köpa Johansson, Gunnar "Säffle" Andersson och Dan Ekner, vilka han – trots att Johansson var centerhalv – hade sålt in som en innertrio av världsklass likt Gre-No-Li. Trots Wolfs fula försäljningsknep blev klubbens ledare och supportrar snart imponerade av Johansson, som sedermera kom att räknas som en av klubbens främsta speldirigenter genom tiderna. I Marseille blev det sammanlagt åtta säsonger och 228 matcher till och med säsongen 1957/58; under denna tid blev han år 1954 finalist i Coupe de France och 1957 mästare i Coupe Charles Drago. I franska ligan blev det som bäst en femteplats säsongen 1955/1956. Som en höjdpunkt i karriären tog Johansson själv upp en match mot Marseilles stora rival OGC Nice 1955, där Nice var favoriter men där Johansson lyckades slå in segermålet i slutminuterna genom en bakåtspark på halvvolley – målskottet ska ha varit tänkt som en passning framåt till en bättre placerad medspelare men blev hårdare än beräknat och gick i stället i mål.
Från och med säsongen 1958/1959 varvade han ner med tre säsonger i AS Aix-en Provence i franska andraligan; det sista året var han spelande tränare för klubben.

## Spelstil
Johansson var otroligt konditionsstark och agerade på ett självklart sätt över stora delar av planen. Han tycktes aldrig bli trött, och tog ofta en löprunda i skogen efter matcherna. Förmodligen hade han kunnat bli en medeldistanslöpare i elitklass om han inte hade varit mer intresserad av fotboll. På en fråga om hur han så fort kunde anpassa sig till spel på högre nivå svarade han:
| ”                         | Det var lättare att spela i GAIS, landslaget och Olympique Marseille. Jag visste hur man skulle spela så det var lätt för mig att anpassa mig. På lägre nivå var det svårare, i division V slog alla bara bort bollen. | „ |
| – Gunnar Johansson, 1996. | |   |

Han ses av många som Gais främste centerhalv genom tiderna, trots att han endast gjorde 16 matcher för klubben och trots hård konkurrens från spelare som Gunnar Holmberg, Harry "Båten" Johansson, Sven Jacobsson och Kurt Axelsson. Med den sistnämnde delar han många karriärmässiga egenheter: båda kom från småklubbar på landsbygden och spelade länge i lägre divisioner, slog igenom relativt sent och gjorde sedan kometkarriär med VM-spel och proffskontrakt. Kuriöst nog drev bådas hustrur dessutom parfymbutiker.

## Privatliv
Johansson gifte sig på 1950-talet med en fransyska, Elise, och stannade efter karriären kvar i Frankrike, där hustrun drev en parfymaffär. Han satsade pengarna från proffskarriären på att köpa upp 400 000 kvadratmeter tomtmark norr om Marseille, på vilken han byggde och sålde ett 20-tal villor. Han ägde även skog i Sverige, och hade länge planer på att flytta tillbaka till hemlandet, men blev kvar i Aix-en-Provence fram till sin död år 2003.
År 1964 blev Johansson skjuten i magen av en granne efter en dispyt om markköp, men tack vare sin goda kondition överlevde han. Grannen fick tre och ett halvt års fängelse för brottet.

## Karriärstatistik
| Klubb                  | Säsong             | Liga               | Liga    | Liga |
| Klubb                  | Säsong             | Division           | Matcher | Mål  |
| ---------------------- | ------------------ | ------------------ | ------- | ---- |
| Gais                   | 1949/1950          | Allsvenskan        | 16      | 0    |
| Olympique de Marseille | 1950/1951          | Ligue 1            | 33      | 0    |
| Olympique de Marseille | 1951/1952          | Ligue 1            | 30      | 0    |
| Olympique de Marseille | 1952/1953          | Ligue 1            | 27      | 0    |
| Olympique de Marseille | 1953/1954          | Ligue 1            | 29      | 0    |
| Olympique de Marseille | 1954/1955          | Ligue 1            | 30      | 0    |
| Olympique de Marseille | 1955/1956          | Ligue 1            | 31      | 0    |
| Olympique de Marseille | 1956/1957          | Ligue 1            | 32      | 0    |
| Olympique de Marseille | 1957/1958          | Ligue 1            | 16      | 0    |
| Olympique de Marseille | Totalt             | Totalt             | 228     | 0    |
| AS Aix-de-Provence     | 1958/1959          | Ligue 2            | 32      | 0    |
| AS Aix-de-Provence     | 1959/1960          | Ligue 2            | 34      | 0    |
| AS Aix-de-Provence     | 1960/1961          | Ligue 2            | 15      | 0    |
| AS Aix-de-Provence     | Totalt             | Totalt             | 81      | 0    |
| Totalt i karriären     | Totalt i karriären | Totalt i karriären | 325     | 0    |